# Tần Thành công
Tần Thành công (chữ Hán: 秦成公, trị vì 663 TCN-660 TCN), là vị vua thứ 13 của nước Tần - chư hầu nhà Chu trong lịch sử Trung Quốc.
Theo Sử ký, Tần Tuyên công vốn là con trưởng của Tần Đức công, vua thứ 11 nước Tần. Năm 664 TCN, Tuyên công qua đời nhưng không có con nên  Thành công là người kế vị.
Năm 663 TCN, vua các chư hầu nhỏ là Lương bá và Nhuế bá đến chúc mừng Tần Thành công. Đó là sự việc duy nhất diễn ra thời Thành công.
Năm 660 TCN, Tần Thành công qua đời, ở ngôi được 4 năm. Ông sinh được 5 người con gái, nên không ai được nối ngôi. Người em ông là Doanh Nhậm Hảo lên làm vua, tức là Tần Mục công.